# Sakale
Sakale är en sjö i kommunen Nyslott i landskapet Södra Savolax i Finland. Sjön ligger 88,2 meter över havet. Arean är 66 hektar och strandlinjen är 8,99 kilometer lång. Sjön  ingår i Vuoksens huvudavrinningsområde.   Den ligger omkring 100 kilometer öster om S:t Michel och omkring 300 kilometer nordöst om Helsingfors. 